# Лана Вукчевић
Лана Вукчевић (Подгорица, 13. новембар 2007) црногорска је певачица. Као дете постаје позната на интернету преко обрада песама. Била је у школи певања Данијела Алибабића. Учествовала је у такмичењима Пинкове звездице, Звезде Гранда и IDJ Show.

## Дискографија

### Синглови
- Остани ту (2019)
- Није срећа туга (2020)
- 4 стране света (2020)
- Мама (2020)
- Venom (2020)
- Животе мој (2022)
- 7 (2023)
- Понекад (2023)
- Хтјела бих да знам (2023)
- Царе мој (2023)
- Не зна он да воли (2023)
- Љубичасто небо (2024)